# フジオフードグループ本社
株式会社フジオフードグループ本社（かぶしきがいしゃフジオフードグループほんしゃ）は、大阪市北区に本社を置く持株会社。東証プライム上場。
中核子会社の株式会社フジオフードシステム（Fujio Food System Co., Ltd.）は、大衆外食チェーンの「まいどおおきに食堂」「串家物語」「つるまる」「手作り居酒屋かっぽうぎ」というブランドを中心に、37業態の直営・FC事業の経営を行う企業である。

## 概要
社長である藤尾政弘は、1979年12月に個人事業主として藤尾実業を創業。その後、生まれ育った実家の食堂を思い、メインブランドである「まいどおおきに食堂」1号店を1988年7月にオープン。2006年6月には中華人民共和国上海市にて出店。同年12月には47全都道府県に出店している。
高齢者採用を積極的に行っており、50~60歳代の女性を中心にキャスティングする。そのため、40代以上の雇用占有率は4割を超えている。

## 沿革
| 年   | 月 | 日 | 事柄 |
| ---- | -- | -- | --- |
| 1979 | 12 | ?  | 藤尾政弘が藤尾実業を創業 |
| 1986 | 6  | 20 | 株式会社フジセイ・コーポレーションを設立 |
| 1999 | 11 | 11 | 株式会社フジオフードシステム設立 |
| 2001 | 12 | 28 | 株式会社フジセイ・コーポレーションが株式会社フジオフードシステムを連結子会社化 |
| 2002 | 12 | 17 | 大阪証券取引所「ヘラクレス」に上場 |
| 2005 | 1  | 1  | 株式会社フジオフードシステムが株式会社フジセイ・コーポレーションを吸収合併 |
| 2006 | 6  | ?  | 海外1号店を中国・上海に出店 |
| 2006 | 12 | ?  | 全国47都道府県に出店達成 |
| 2007 | 4  | ?  | グループ総店舗数が700店舗達成 |
| 2008 | 4  | ?  | ハワイ1号店を出店 |
| 2010 | 9  | ?  | 香港に子会社香港藤尾餐飲管理有限公司を設立 |
| 2011 | 10 | ?  | シンガポールに子会社を設立 |
| 2012 | 2  | ?  | 株式会社ホノルルコーヒージャパンを設立 |
| 2013 | 11 | ?  | 台湾に合弁会社「美樂食餐飲管理有限公司」を設立 |
| 2013 | 12 | ?  | タイに合弁会社「MBK Food system CO.,LTD」を設立 |
| 2016 | 2  | ?  | シンガポールのサラダ専門店「SaladStop!」とマスターフランチャイズ契約を締結 |
| 2016 | 5  | ?  | はらドーナッツを買収 |
| 2016 | 11 | ?  | 株式会社梅の花との資本業務提携 |
| 2016 | 12 | ?  | 株式会社ザ・どんを子会社化 |
| 2017 | 3  | ?  | アメリカのベーグルカフェ「Ahabi LLC」とのマスターライセンス契約 締結 |
| 2019 | 1  | 30 | 東京証券取引所第1部へ市場変更 |
| 2020 | 7  | 1  | 持株会社体制に移行。店舗運営事業を株式会社ホノルルコーヒージャパン（同日付で株式会社フジオフードシステム（2代）に商号変更）へ会社分割により承継し、株式会社フジオフードグループ本社へ商号変更 |
| 2023 | 6  | 28 | 株式会社どん全株式を譲渡（譲渡先は非公表） |

## 経営店舗

### メインブランド

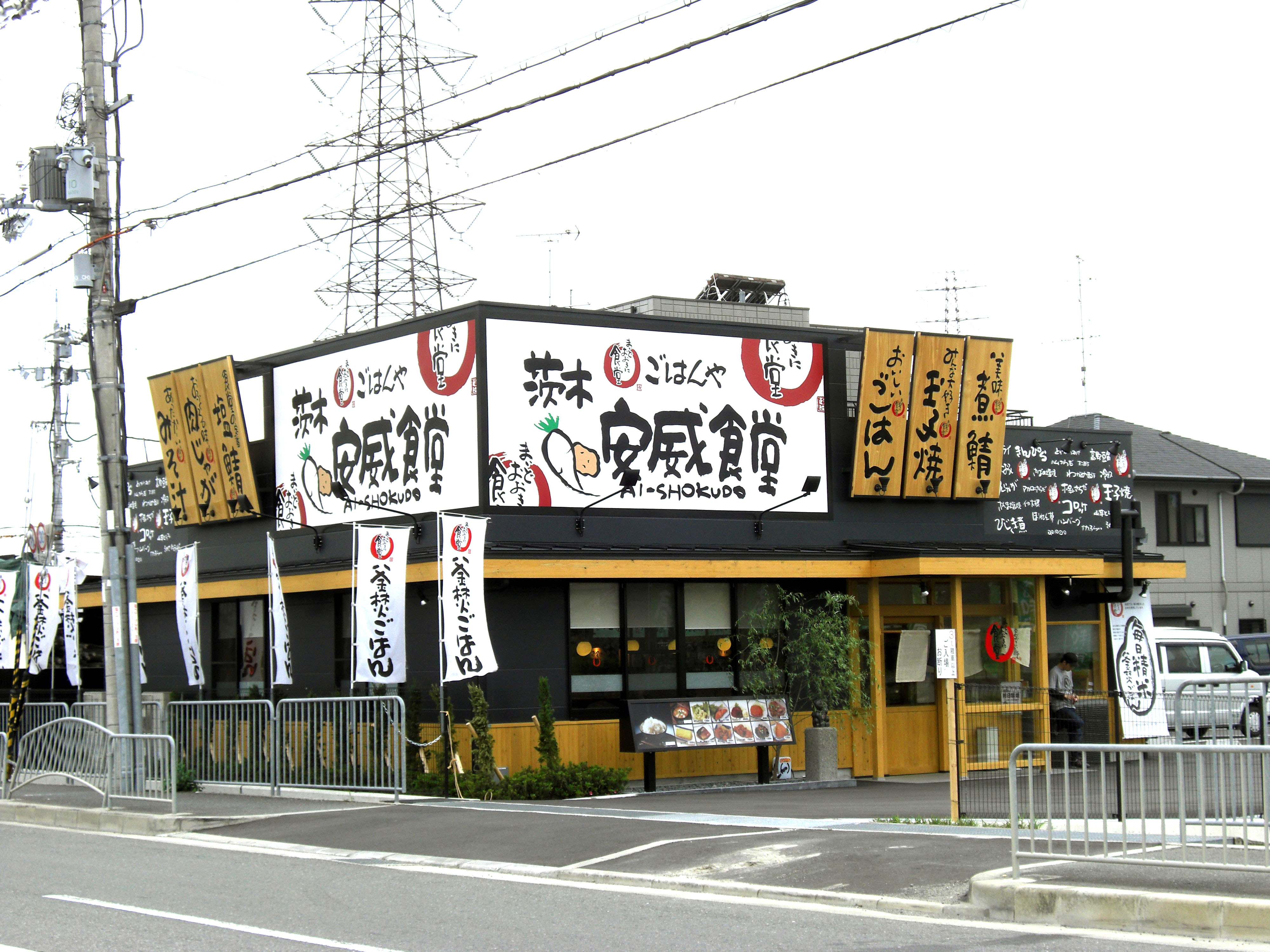
茨木安威食堂（大阪府茨木市）

| 台中高鉄食堂（台湾・高鉄台中駅）  |  | 駅弁店（同）  |
| 台中高鉄食堂 （台湾・高鉄台中駅） |  | 駅弁店 （同） |

#### まいどおおきに食堂・さち福や
株式会社フジオフードシステムが展開するカフェテリア形式の一膳飯屋。地名＋食堂、いわゆる「○○食堂」という命名方式で、全国に展開している（店舗名の具体例は公式サイトの店舗検索ページを参照）。レシートでは、「日本一の食堂」の呼称も使用している。フジオフードの本社がある関西地区には直営店が多いが、それ以外の地区では主にフランチャイズ方式により店舗展開している。
2006年に全国47都道府県に出店をいったんは達成し(ただし、2020年6月現在では青森県と秋田県に店舗がない。沖縄県の店舗は一旦全て閉店したが、後に沖縄料理中心の定食屋として再開店している)、現地法人との合弁事業により中国の上海や中華民国（台湾）にも進出している。台湾では高速鉄道の改札内に駅弁店も出店した。郊外のロードサイド型店舗が中心だが、大阪市内を中心に都心のオフィス街にも店舗を有する。2014年にはコンビニエンスストア大手のファミリーマートとの共同店舗『ファミリーマート まいどおおきに東池袋食堂』を東京都豊島区にオープンしたが、2017年12月で閉店している。
お米と卵焼きにこだわっており、お米は毎日その日の分だけ精米している。また、カフェテリア形式（ただし一部店舗は除く）であるが、卵焼きだけは必ず注文を受けてから調理する。おかず類は、2010年9月現在、安い物だと一品50円程度、高い物でも400円程度と、リーズナブルな価格の商品を揃える。
基本は作り置きであるが、一部店舗では出来たて商品の提供も行っており、焼き魚や揚げ物類は注文後に調理されたものを受け取ることが可能である。また、単品のおかず類の他に、カレー、ラーメン、うどん、焼きそば、オムライスなどの一品料理も置かれている。メニューは、全て合わせると、常時60種類前後は用意されている。これらのメニューは、店舗ごとに異なり、また季節ごとにも異なる（価格も統一されていない）。そのため、公式サイトのメニュー紹介でも、代表的なメニューの一部が価格表示無しで掲載されているだけである。全国で展開しているので、季節によっては、「北陸・新潟の味」など、地域ごとの日常メニューも取り入れている。
テイクアウト用容器の備え付けがあり、持ち帰りは自由。また、事前に電話で注文すれば、予算と好みに合わせて、弁当を作って貰うことも出来る。自店での精米により発生する米ぬかを無料配布している店舗もある。

#### 串家物語(くしやものがたり)
株式会社フジオフードシステムが展開する串揚げをビュッフェスタイルで食することができる業態。約30種類の串ネタを選び、テーブル備え付けのフライヤーで客自身が自由に揚げて食べることができる。複数のソースがあるほか、サラダ、パスタ、惣菜、フルーツ、スイーツ、ヨーグルトも用意されている。9月4日は、「串家物語の日」と制定されている。

#### つるまる（つるまる饂飩・鶴丸饂飩本舗）
株式会社フジオフードシステムが展開するセルフ式うどん店のブランドである。「麺乃庄つるまる饂飩」または「鶴丸饂飩本舗」の店舗がある。日本国内に展開するほか、台湾や中国にも進出している。タイでも合弁会社を設立し、フランチャイズチェーン(FC)方式で展開を進めている。

### サブブランド

#### あ行
- 印度のルー
- うお藤
- うちの食堂
- 駅前パーラー
- おひつ家

#### か行
- カツカレー８８８
- かつ満
- 串と饂飩
- ９４８　くしや

#### さ行
- さば６製麺所
- SAM'S
- SALADSTOP!

#### た行
- デリス タルト&カフェ
- 天麩羅えびのや
- 土山人
- 鶏乃物語

#### は行
- 博多ふくいち
- ハニーミツバチ珈琲
- はらドーナッツ
- フジオ軒
- ホノルルコーヒー - 2022年1月6日、フランチャイズ契約満了のため全店舗閉店[10]

## 不祥事

### 違法残業
2014年（平成26年）1月から3月にかけて、フジオフードシステムが大阪・京都両府内の17店舗の従業員19人に、労使協定で定めた限度時間を超える月54~133時間の残業をさせ、うち社員2名については、労働時間の記録を改竄し割増賃金を払わなかったとして、大阪労働局過重労働撲滅特別対策班は、2015年（平成27年）8月27日に、同社と店長ら16人を労働基準法違反の疑いで書類送検した。